# 河北町児童動物園
河北町児童動物園（かほくちょうじどうどうぶつえん）は、山形県西村山郡河北町にある動物園。

## 概要
河北町役場の敷地内に存在する動物園。怪我をした鳥獣類を保護したことがきっかけとなり、その後開園した。山形県内で唯一の動物園であり、無料で入園することができる。児童動物園と題しているが、児童以外でも入園が可能。年中無休で営業している。
1953年に前身となる施設が開園し、1978年より河北町が運営を引き継いでいる。
2025年4月27日、施設内に存在した剥製動物館を解体し、「かほくまなび館 ずーいく」が新たに建設されオープンした。これに合わせ、新しくオニオオハシが展示。施設名は地元の子供や飼育員らで候補を考え、一般公募で決定。山形弁である"だず～"と英語の"ZOO"を掛けている。新装に合わせバリアフリーの対応として砂利道をアスファルトにしたり、スロープやエレベーターが新設された。これらの総事業費は約2億1千万円で、内約6700万円はガバメントクラウドファンディングを活用し、全国から集まったもの。物価高騰でえさ代など費用はかさんでいるが、これまで通り入場料は設けない方針で運営を行う。

## 園内概要
- くま檻
- さる檻
- ふれあい動物檻
- とり檻
- くじゃく檻
- クジャク
- 水鳥池
- 放鳥舎
- かほくまなび館 ずーいく
- 休憩所
  - ふれあい広場

かつて存在した施設
- はくせい館

ずーいくの新設に併せ、解体された。

## アクセス
- JR奥羽本線さくらんぼ東根駅より車で15分
- 寒河江インターチェンジより車で15分
- JR左沢線寒河江駅より車で20分